# Krížava
Krížava (1457 m) – szczyt w grupie górskiej Małej Fatry w Centralnych Karpatach Zachodnich na Słowacji.

## Położenie
Krížava nie jest wyróżniającym się, samodzielnym szczytem, wyraźnie oddzielającym się od sąsiednich gór. Nazwą tą określa się spiętrzenie głównego grzbietu tzw. Luczańskiej części Małej Fatry w jego najwyższym fragmencie, ok. 800 m na północny wschód od najwyższego szczytu tej części – Wielkiej Łąki.
Na szczycie wznosi się wysoki maszt nadajnika telekomunikacyjnego. Do jego zabudowań wiedzie z Vrutek w Kotlinie Turczańskiej wąska i kręta asfaltowa szosa z ruchem wahadłowym, dostępna dla samochodów.

## Turystyka
Grzbietem przez szczyt Krížavy biegnie czerwony szlak turystyczny Minčol – Wielka Łąka. Na wschodnich stokach kopuły szczytowej znajduje się kilka wyciągów narciarskich, obejmowanych wspólną nazwą ośrodka narciarskiego „Martinské hole”. W jego ramach funkcjonuje schronisko Chata na Martinských holiach.